# Igor Potapovich
Igor Potapovich (en russe : Игорь Потапович, né le 6 septembre 1967 à Almaty, Kazakhstan) est un athlète kazakh qui a aussi représenté l'Union soviétique et l'Équipe unifiée (EUN), spécialiste du saut à la perche, spécialité dont il est devenu entraîneur.

## Biographie
Igor Potapovich vit en Suède. Il remporte les Championnats du monde en salle en 1997, les Jeux asiatiques en 1994 et 1998, et les Championnats d'Asie en 1998.
Son meilleur saut est de 5,92 m, réalisé à Dijon en 1992, et égalé, en salle, à Stockholm le 19 février 1998. Avec cette marque, il détient le record d'Asie jusqu'en 2021, lorsque le Philippin Ernest Obiena le porte à 5,93 m.

### Palmarès
| Date | Compétition                    | Lieu      | Résultat | Performance |
| ---- | ------------------------------ | --------- | -------- | ----------- |
| 1986 | Championnats du monde juniors  | Athènes   | 1er      | 5,50 m      |
| 1989 | Championnats d'Europe en salle | La Haye   | 2e       | 5,75 m      |
| 1993 | Championnats d'Asie            | Manille   | 2e       | 5,50 m      |
| 1994 | Jeux asiatiques                | Hiroshima | 1er      | 5,65 m      |
| 1995 | Championnats du monde en salle | Barcelone | 2e       | 5,80 m      |
| 1996 | Jeux olympiques                | Atlanta   | 4e       | 5,86 m      |
| 1997 | Championnats du monde en salle | Paris     | 1er      | 5,90 m      |
| 1998 | Championnats d'Asie            | Fukuoka   | 1er      | 5,55 m      |
| 1998 | Jeux asiatiques                | Bangkok   | 1er      | 5,55 m      |
| 1999 | Championnats du monde en salle | Maebashi  | 4e       | 5,70 m      |
| 1999 | Championnats du monde          | Séville   | 7e       | 5,70 m      |